# Susan Morrow
Susan Morrow (nacida Jacqueline Ann Teresa Bernadette Immoor, 25 de mayo de 1932 – 8 de mayo de 1985) fue una actriz estadounidense. 

## Primeros años
Nacida como Jacqueline Ann Teresa Bernadette Immoor de Frederick W. Immoor y Katherine (Shea) Immoor, Susan Morrow era la hermana mayor de Judith Exner. Su familia se mudó a North Hollywood, California, cuando ella tenía 13 años. Se graduó de North Hollywood High School. 

## Carrera
El debut cinematográfico de Morrow se produjo en Gasoline Alley (1951).  Coprotagonizó con Charlton Heston una película del oeste de 1952, The Savage.
Su carrera televisiva duró sólo seis años, de 1954 a 1960. Entre sus apariciones se encuentran dos episodios de 1955 de The Loretta Young Show , tres episodios de 1957 de Gunsmoke protagonizado por James Arness (como el interés amoroso de Chester Goode), un episodio de Sea Hunt y un episodio de 1958 de Perry Mason como Arlene Dowling en el papel principal de "El caso del diario del bañista". En 1960, sus tres últimas apariciones fueron en los westerns Bronco , Maverick y Lawman .

## Vida
Morrow fue la primera esposa del comediante Gary Morton . Se casaron en diciembre de 1953 pero se separaron en agosto de 1954 y el matrimonio se anuló el 9 de julio de 1957.  Se volvió a casar dos veces. Su segundo matrimonio tampoco tuvo éxito, pero el tercero, con Clarence Sheldon Attix Jr., el 4 de julio de 1963, duró hasta su muerte y tuvieron cuatro hijos. Morrow murió el 8 de mayo de 1985, a los 52 años. 

## Filmografía
| Película   | Película                             | Película                                       | Película                              | Película            |
| Año        | Título original                      | Título                                         | Role                                  | Notas               |
| ---------- | ------------------------------------ | ---------------------------------------------- | ------------------------------------- | ------------------- |
| 1951       | Gasoline Alley                       | Callejón de gasolina                           | Esperanza                             |                     |
| 1951       | Corky of Gasoline Alley              | Corky del callejón de la gasolina              | Cartera esperanza                     |                     |
| 1951       | On the Loose                         | Suelto                                         | Catherine también conocida como Cathy |                     |
| 1952       | The Savage                           | El salvaje                                     | Tally Hathersall                      |                     |
| 1952       | The Blazing Forest                   | El bosque ardiente                             | Sharon Wilks                          |                     |
| 1953       | Problem Girls                        | Chicas problemáticas                           | Vaquera                               |                     |
| 1953       | Canadian Mounties vs Atomic Invaders | Montados canadienses contra invasores atómicos | Kay Conway                            | De serie            |
| 1953       | Body Beautiful                       | cuerpo hermoso                                 | El secretario de Adán.                |                     |
| 1953       | Cat-Women of the Moon                | Gato-Mujeres de la Luna                        | Lambda                                |                     |
| 1953       | Man of Conflict                      | Hombre de conflicto                            | Jane Jenks                            |                     |
| 1955       | Battle Cry                           | Grito de batalla                               | Susan - La chica del esquí.           |                     |
| 1958       | Macabre                              | Macabro                                        | Silvia Stevenson                      |                     |
| Televisión |                                      |                                                |                                       |                     |
| Año        |                                      | Título                                         | Role                                  | Notas               |
| 1957       | Gunsmoke                             | La humo del arma                               | Melanie / Ana                         | 3 episodios         |
| 1958       | Sea Hunt                             | Caza en el mar                                 | Kay Dalton/Joanna Mason               | 1 episodio          |
| 1958       | Perry Mason                          | Perry Mason                                    | Arlene Dowling                        | 1 episodio          |
| 1960       | Maverick                             | Disidente                                      | Connie Coleman                        | 1 episodio          |
| 1966       | Missile Base at Taniak               | Base de misiles en Taniak                      | Kay Conway                            | material de archivo |